# 恐怖省

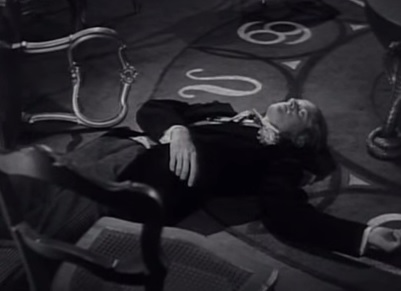
コスタの死

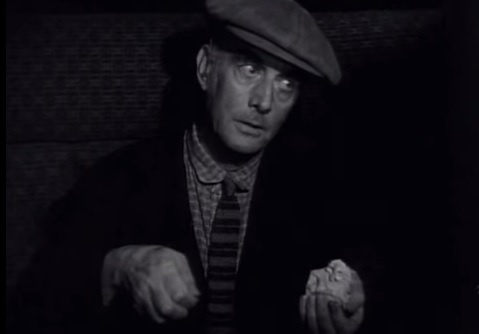
盲目のフリをした男はニールが持つ目の前のケーキを奪おうと企む

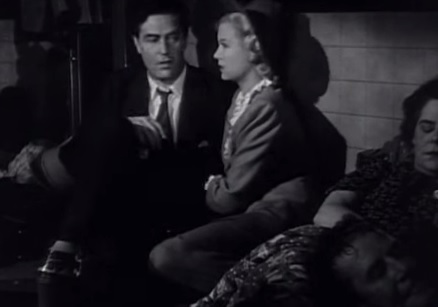
ドイツ軍の空襲により、ロンドン地下鉄駅に避難して夜を明かすニールとカーラ

『恐怖省』（きょうふしょう、原題：Ministry of Fear）は、1944年にアメリカ合衆国で製作されたフィルム・ノワール。監督はフリッツ・ラング。グレアム・グリーンの同名小説が映画化された。レイ・ミランドが演じる精神病院を退院したばかりの男が謎に包まれた国際的なスパイ組織の陰謀に巻き込まれていく物語である。

## ストーリー
第二次世界大戦中のイギリス。スティーブン・ニールは2年ぶりにレンブリッジの精神病院を退院した。遅れているロンドン行きの列車を待つ間、駅の近くで「自由国家の母の会」が主催する慈善目的のバザーを見に行く。年老いたベレイン夫人が手相占いの後にケーキの重さ当てコンテストの答えを教えてくれた。言われた通りの重さを答えて正解し、賞品のケーキを受け取った。出口へ向かうと、大急ぎでバザーの会場に入って行く若い金髪の男とすれ違った。ベレイン夫人を含む数人が金髪の男にケーキを渡すようにニールを説得しようとするが、これに腹を立てたニールは要求を拒否してケーキを返さずにそのまま列車に乗った。
盲目の男が同乗した後に列車は出発した。ニールは彼にケーキの一部分を提供する。盲目の男はケーキを崩して何かを探っている。列車がドイツ空軍の空襲を受けて途中で停車した後に盲目の男は実は盲目のフリをしていただけであることが判明した。彼は杖でニールを殴ってケーキを奪い、ニールの追跡から逃れようとする。盲目のフリをした男は追ってきたニールに向けて銃弾を発射するが、隠れていた小屋にドイツ空軍が投下した爆弾が直撃し、彼はケーキもろとも吹き飛ばされてしまった。男のピストルを発見した後、ニールはロンドンへ向かった。
真相を調査する目的で、ロンドンに到着したニールはジョージ・レニットという名の私立探偵を雇う。二人は「自由国家の母の会」本部を訪れ、ナチス・ドイツ占領下のオーストリアから逃れたウィリー・ヒルフェ、カーラ・ヒルフェの兄妹と知り合う。ウィリーはニールをロンドンにあるベレイン夫人の住居まで案内する（レニットが後に従う）。ニールはこのベレイン夫人がバザーにいた女性とは別人で、若く美しい霊媒師であることに驚愕した。ベレイン夫人はニールを降霊会に誘う。精神科医のフォレスター博士、バザーで見掛けた金髪の男コスタも降霊会に参加した。会場が暗くなると、ニールによって毒殺されたと主張する謎の女性の声が響き、彼を当惑させる。ニールが逆上して叫ぶと同時に銃声が聞こえ、明るくなった時にはコスタは撃たれて死んでいた。ニールは盲目のフリをした男のピストルを手にしていたことを認めている。ニールはコスタの殺害を否定するが、状況は彼に不利であり、ウィリーの助けを借りて逃げた。
レニールの事務所に行くが、彼の姿は見当たらず、しかも室内は荒らされていた。ニールがカーラを電話で呼び出して合流した後に空襲が発生、二人はロンドン地下鉄駅に避難した。ここでニールはカーラに自分の過去を明かしている。ニールは病気の末期症状が出ている妻を安楽死させるために毒薬を準備した。彼は途中で考えを変えたが、彼女は彼が購入した毒薬を飲み、自殺してしまった。こうした事情によって彼は2年もの間、精神病院に入れられていた。
翌朝、友人の書店にニールをかくまったカーラはフォレスター博士がナチスの心理学者であることを明かす。その後にウィリーと会ったカーラは彼女がニールに対して恋愛感情を抱いていることを認めている。フォレスター博士から電話で本を持って行くように頼まれたニールとカーラは彼の住むアパートに行くが、そこには誰も住んでいる形跡がないことを発見する。ニールが本のスーツケースを開くと内部から爆発が起こった。
ニールはスコットランドヤードの警部補、プランティスに助けられて病院で目を覚ますが、彼はニールがレニールを殺害したのではないかと疑っている。ニールは自分が無実であることの証拠探しのために盲目のフリをした男が爆殺されたコテージの捜索を行うようにプランティスを説得する。ニールはその殺害現場で吹き飛ばされたケーキの内部からイギリスの対ドイツ戦における重要な軍事機密が写されたマイクロフィルムを発見する。イギリス政府内部にナチスに協力するスパイが存在していることが判明し、フォレスター博士と仕立て屋の男トラヴァースが捜査線上に浮上する。
ニールとプランティスは仕立て屋の店に行き、ニールはトラヴァースが死んだはずのコスタであることを確認する。トラヴァースはニールを誰なのか知らないフリをしたが、警察に包囲され、逃げようとした時に何者かによって殺害される。死亡前にトラヴァースが連絡していた電話番号に掛けると、出たのはカーラだった。ニールがカーラとウィリーの住むアパートに行き、ナチスのスパイ行為の件で二人を詰問すると、ウィリーは自分がスパイ組織の長であることを認めた。マイクロフィルムのコピーはウィリーがトラヴァースから受け取ったスーツに縫い付けられている。二人の男は格闘した。ピストルを拾ったカーラがそれをウィリーに渡すことを拒否したので、ウィリーは逃げようとするが、カーラは自分の兄に銃弾を浴びせ、彼は死亡した。しかし、その後に駆け付けたフォレスター博士らナチスのスパイの一味がニールとカーラを屋上に追い詰めていき、二人は絶体絶命の危機に直面する。

## キャスト

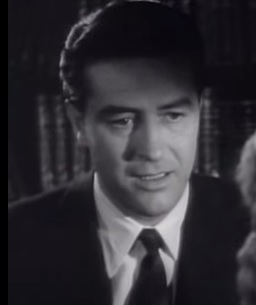
レイ・ミランド
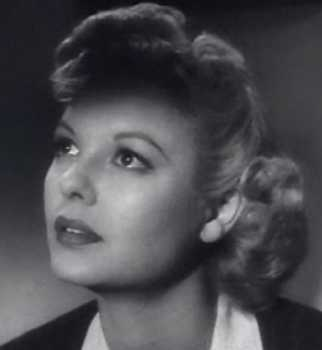
マージョリー・レイノルズ
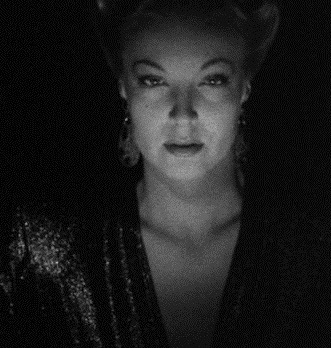
ヒラリー・ブルック
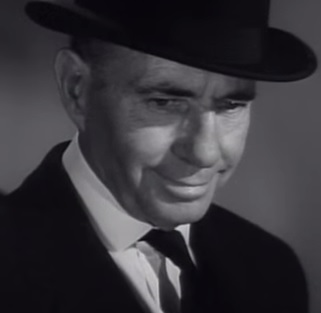
パーシー・ウォラム

クレジットに記載されたキャストと、その役を演じた俳優は以下の通り。
- スティーブン・ニール - レイ・ミランド
- カーラ・ヒルフェ - マージョリー・レイノルズ
- ウィリー・ヒルフェ - カール・エスモンド（英語版）
- 若いベレイン夫人 - ヒラリー・ブルック（英語版）
- プランティス警部補 - パーシー・ウォラム
- コスタ/トラヴァース - ダン・デュリエ
- フォレスター博士 - アラン・ネイピア（英語版）
- ジョージ・レニット - アースキン・サンフォード（英語版）

## 評価

### 批評
- バラエティ誌スタッフ：「ミステリと陰謀とメロドラマを演出で最大限に活用する鬼才であるフリッツ・ラングが『恐怖症』の最初から最後まで彼の手法を押し通すことが出来なかったように見える」[5]
- シカゴ・リーダー（英語版）紙の映画評論家、デーブ・ケーア（英語版）：「最も出来が良く、最も純粋なラング作品」[6]
- タイム・アウト誌の映画評論家、トム・ミルン（英語版）：「これは素晴らしく独特の雰囲気があり、表現主義的なスリラーで、印象深い場面（例として、序盤の村のバザーは不吉にも夜間に行われている）がふんだんに盛り込まれている。」[7]

2015年3月7日時点で、ロッテン・トマトには本作についての22人の批評家のレビューが集まっている。そのうち20人からの肯定的な評価を獲得し、「トマトメーター」は91%になっている。